# Kader Arif
Pour les articles homonymes, voir Arif.
Kader Arif, né le 3 juillet 1959 à Alger (Algérie),, est un homme politique français d’origine algérienne.
Membre du Parti socialiste, il est ministre délégué puis secrétaire d'État aux Anciens combattants dans les gouvernements Jean-Marc Ayrault et Manuel Valls de 2012 à 2014.
Il est député de la 10e circonscription de la Haute-Garonne en 2012, puis de 2014 à 2017. Il est aussi député européen de 2004 à 2012.
Il est condamné pour corruption en 2022.

## Biographie

### Origines, études et famille
Kader Arif  est l'aîné d'une famille de quatre enfants. Son père engagé comme harki au côté de l'armée française, quitte l'Algérie pour la France, avec sa famille.
Il a fait ses études à Castres, puis à Toulouse. En 1983, Kader Arif est l'un des fondateurs et le vice-président de l'association France Plus. De 1992 à 1995, il est chargé d'affaires dans un cabinet d'architecture, puis responsable régional de Nouvelle Liberté, voyagiste d'Air Liberté de 1995 à 1998. En 1999, il obtient une maîtrise de communication de l'École supérieure d'audiovisuel, à l'Université Toulouse II-Le Mirail.

### Parcours politique
Militant socialiste haut-garonnais, Kader Arif est repéré par Lionel Jospin, alors conseiller général de Haute-Garonne et premier secrétaire du Parti socialiste. Comme proche de Jospin, puis de François Hollande, il dirige une des fédérations socialistes qui obtient les meilleurs résultats électoraux, puis, sur le plan national, est politiquement investi par le PS dans les relations internationales du parti, en particulier trans-méditerranéennes ou liées à la mondialisation. Il est ensuite chargé de l'organisation des fédérations. Il est aussi signataire du manifeste du Groupe Spinelli pour une Europe fédérale.

#### Sur le plan local
Entre 1995 et 2001, il est conseiller municipal (délégué aux sports) de la ville de Castanet-Tolosan, dans la banlieue toulousaine. En 1999, il devient secrétaire fédéral du PS de la Haute-Garonne. En 2008, il est conseiller municipal délégué de Toulouse et vice-président de la Communauté urbaine. Le 24 novembre 2005, il est réélu premier secrétaire du Parti socialiste de la Haute-Garonne, avec 81,5 % des voix.

#### Au Parti socialiste

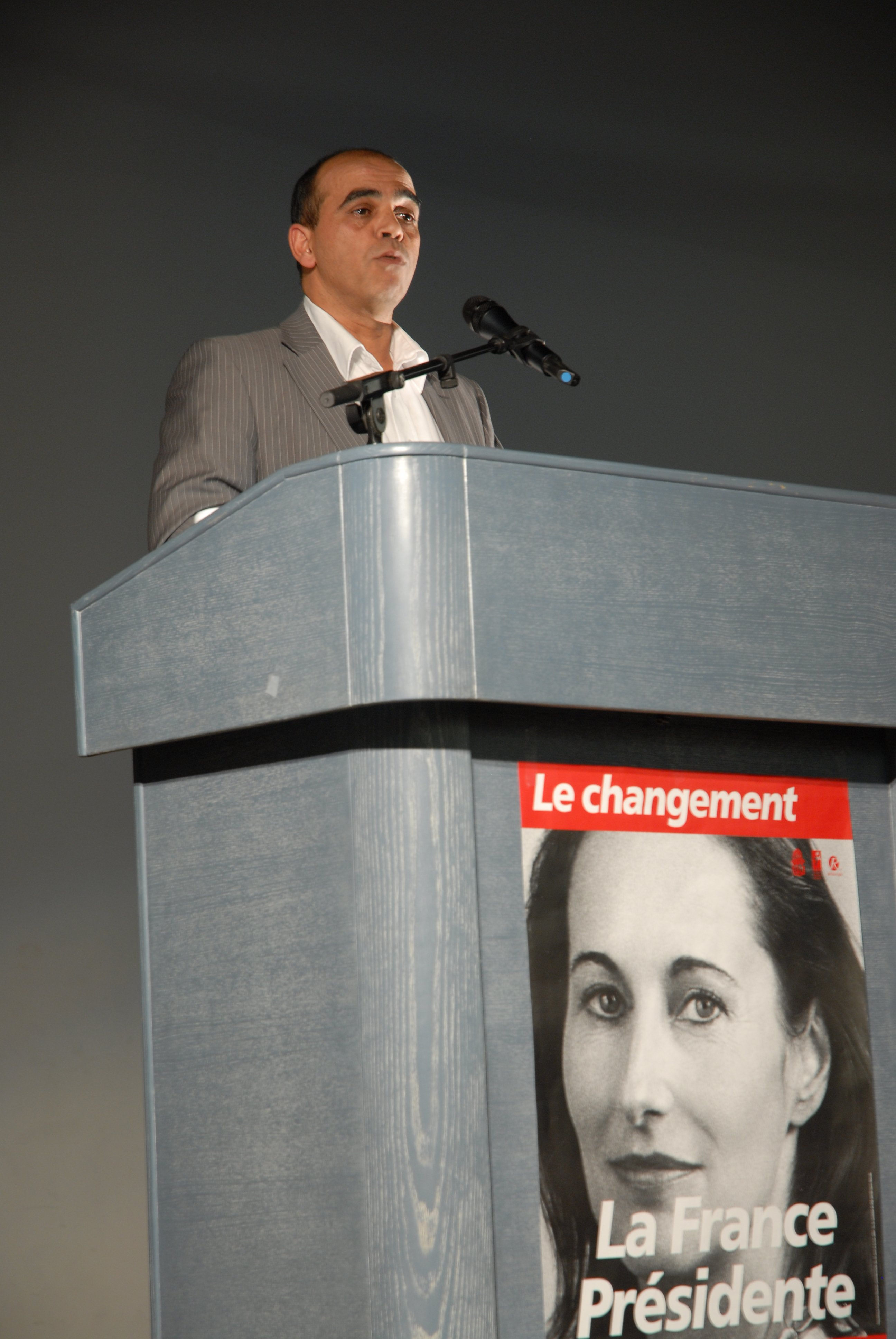
Kader Arif au meeting de soutien à Ségolène Royal à Toulouse, le 13 avril 2007.

En 2000, lors du congrès de Grenoble, il est reconduit dans ses fonctions et entre au Bureau national du Parti socialiste. En 2002, il devient secrétaire national, chargé des relations internationales. Le 30 novembre 2005, après le congrès du Mans, il est nommé secrétaire national aux fédérations et devient ainsi le numéro 3 du Parti socialiste. C'est donc lui qui a présidé la commission chargée du décompte final des voix lors de l'élection de Martine Aubry après le congrès de Reims.
En 2003, il est réélu Premier Secrétaire du PS de Haute-Garonne à l'occasion du congrès de Dijon, puis Secrétaire national chargé de la mondialisation. Il assiste à ce titre au Forum social mondial de Porto Alegre.

#### Député européen
Le 28 mai 2004, à Ramonville-Saint-Agne, il est soutenu comme tête de liste aux élections européennes pour la « région » Sud-Ouest par Lionel Jospin. Jospin tient à cette occasion son premier vrai meeting politique depuis la campagne présidentielle d'avril 2002, avec un discours de politique générale. Le 13 juin 2004, Kader Arif est élu député européen. Il devient titulaire de la commission du commerce international de deux assemblées parlementaires mixtes (Euromed et ACP-UE) et de la CPM UE-Turquie et suppléant de la Commission Environnement et Santé Publique et de la sécurité alimentaire.
Le 6 juin 2009, il est désigné tête de liste de la liste PS (liste LSOC) pour la circonscription Sud-Ouest, il obtient 17,72 % des suffrages exprimés et est réélu député européen. Le 26 janvier 2012 : alors qu'il était rapporteur au Parlement européen sur le traité d'accord commercial anti-contrefaçon (ACTA), il démissionne de sa fonction le jour même de la ratification de ce traité par l'exécutif de l'UE, dénonçant la mascarade qui a présidé, selon lui, à sa signature,.

#### Au gouvernement

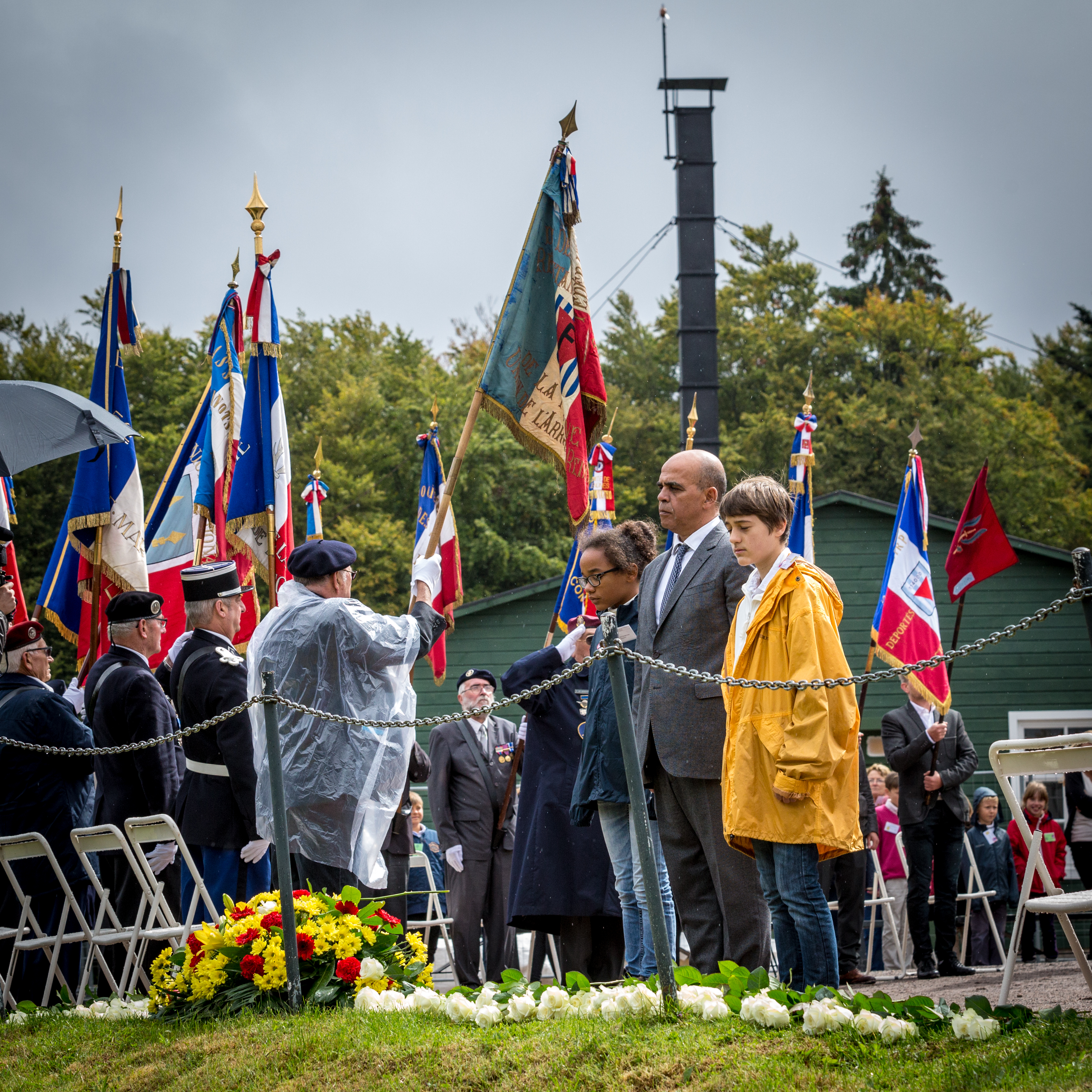
Kader Arif au camp de concentration de Natzweiler-Struthof, le 31 août 2014.

Le 16 mai 2012, il est nommé ministre délégué aux Anciens combattants dans le gouvernement Ayrault. Candidat aux élections législatives de 2012 dans la 10e circonscription de la Haute-Garonne, il parvient, le 10 juin 2012 en tête du premier tour avec 30,84 % des suffrages exprimés, devant Dominique Faure, candidate de UMP et du PRV qui obtient 24,41 %,. Le 16 juin 2012, il est élu député avec 57,78 % des voix. Il laisse son siège à sa suppléante Émilienne Poumirol le 21 juillet 2012.
Le 31 mars 2014, il n'est pas immédiatement reconduit dans ses fonctions après la démission du gouvernement Ayrault II, les secrétaires d'État du gouvernement Valls I n'étant pas nommés en même temps que les ministres de plein exercice. Le 9 avril 2014, il est nommé secrétaire d'État auprès du ministre de la Défense, chargé des Anciens combattants et de la Mémoire.

#### Retour à la députation
Il démissionne le 21 novembre 2014, en raison de l'ouverture d'une enquête préliminaire au sujet de marchés publics attribués à plusieurs de ses proches,,. Une information judiciaire est ouverte en décembre 2015 par le Parquet national financier.
Il est membre du comité politique de la campagne de Vincent Peillon pour la primaire citoyenne de 2017.
Candidat à sa réélection lors des élections législatives de 2017, il est éliminé dès le premier tour avec 7 % des voix. En 2018, il soutient la candidature d'Olivier Faure pour le congrès d'Aubervilliers du PS.

#### Condamnation
Le 26 octobre 2022, il est condamné par la Cour de justice de la République à un an de prison avec sursis et 20 000 € d'amende pour favoritisme lors de l'attribution d'un marché public à une société dirigée par son propre frère Aissa Arif. 
Les faits reprochés ont eu lieu en mars 2014, lors de la conclusion d'un contrat de « media-training » entre le ministère de la Défense et la société All Access, filiale d'AWF Music, gérée par son frère, Ali Arif. Kader Arif prétend ne pas avoir eu connaissance de l'implication de son frère dans cette société et a déclaré devant la CJR avoir veillé toute sa vie à séparer sa famille des affaires.
Les faits allégués sont en tous points similaires à une autre affaire datant également de 2014, qualifiée de « mini Bygmalion » par le Canard enchaîné ou encore Atlantico car susceptible de compromettre François Hollande alors candidat aux élections présidentielles.   
En effet, le Parquet national financier avait été saisi du contrôle des marchés passés entre AWF Music et le Conseil régional de Midi-Pyrénées depuis que ledit Ali Arif contribuait à la communication du Conseil régional de Midi-Pyrénées. AWF Music avait contribué à divers meetings de l’ancien premier secrétaire du PS, soit à l’occasion de la primaire pour désigner le candidat du Parti à la présidentielle, soit pour la campagne à la conquête de l’Elysée. Or, en 2013, malgré un marché de 2,8 millions d'euros avec le Conseil régional de Midi-Pyrénées et un chiffre d’affaires de 899 000 euros, AWF Music se retrouve en quasi liquidation judiciaire avec un déficit de 245 000 euros. Une liquidation qui intervient en 2014.